# László Kálmándy Pap
László Kálmándy Pap (ur. 1958) – węgierski kierowca wyścigowy.

## Biografia
Karierę rozpoczynał w rajdach samochodowych. W 1980 roku był pilotem startującego Trabantem 601 Nándora Ulmera. Następnie rywalizował w Formule Easter w ramach wyścigowych mistrzostw Węgier. W 1984 roku zajął trzecie miejsce w klasyfikacji Formuły Easter, za Csabą Kesjárem i Sándorem Kovácsem. Rok później, rywalizując MTX 1-06, był trzeci w kategorii E. W 1986 roku zadebiutował w Pucharze Pokoju i Przyjaźni, zajmując dwunaste miejsce na koniec sezonu. W tym samym roku zdobył ponadto swój pierwszy tytuł w Formule Easter, jak również w grupie E. Rok później zajął w Pucharze Pokoju i Przyjaźni dziesiąte miejsce, skutecznie broniąc również tytułu w Węgierskiej Formule Easter. W 1988 roku został wicemistrzem kategorii E w mistrzostwach Węgier, ulegając jedynie Mátyásowi Szigetváriemu, zdobył ponadto kolejny tytuł w Formule Easter. W sezonie 1989 po raz kolejny wygrał Formułę Easter (w wyścigach górskich), a w kategorii E był trzeci, za zawodnikami korzystającymi z zachodnich Tolemana i Reynarda, tj. Andrásem Nagyem i Szigetvárim. W Pucharze Pokoju i Przyjaźni został natomiast sklasyfikowany na dziewiątym miejscu. W sezonie 1990 Kálmándy Pap zmienił samochód na Estonię 21.10, zdobywając wicemistrzostwo dywizji 3, powtarzając to osiągnięcie rok później i zostając ponadto mistrzem kategorii E1. W latach 1992–1994 Kálmándy Pap zdobywał natomiast mistrzostwo Węgierskiej Formuły 1600.

## Wyniki
| Legenda oznaczeń w tabelach wyników Wyświetl szablon na nowej stronie | Legenda oznaczeń w tabelach wyników Wyświetl szablon na nowej stronie                                                                     |
| Oznaczenie                                                            | Wyjaśnienie |
| --------------------------------------------------------------------- | --- |
| Złoty                                                                 | Zwycięzca lub mistrzostwo |
| Srebrny                                                               | 2. miejsce lub wicemistrzostwo |
| Brązowy                                                               | 3. miejsce lub II wicemistrzostwo |
| Zielony                                                               | Ukończył, punktował (w klasyfikacji generalnej, gdy zdobył co najmniej jeden punkt na przestrzeni sezonu, poza trzema powyższymi opcjami) |
| Niebieski                                                             | Ukończył, nie punktował (w klasyfikacji generalnej, gdy nie zdobył co najmniej jednego punktu na przestrzeni sezonu)                      |
| Czerwony                                                              | Nie zakwalifikował się (NZ) |
| Czerwony                                                              | Nie prekwalifikował się (NPK) |
| Różowy                                                                | Nie ukończył (NU) |
| Różowy                                                                | Niesklasyfikowany (NS) (w klasyfikacji generalnej, gdy nie został sklasyfikowany w żadnym wyścigu sezonu)                                 |
| Czarny                                                                | Zdyskwalifikowany (DK) |
| Czarny                                                                | Wykluczony (WYK/EX) |
| Biały                                                                 | Nie wystartował (NW) |
| Biały                                                                 | Kontuzjowany (K/INJ) |
| Biały                                                                 | Wyścig odwołany (OD/C) |
| Bez koloru                                                            | Został wycofany (WYC/WD) |
| Bez koloru                                                            | Nie przybył (NP/DNA) |
| Bez koloru                                                            | Nie brał udziału w treningach (NT/DNP) |
| Bez koloru                                                            | Nie został zgłoszony (–) |
| Pogrubienie                                                           | Start z pole position |
| Kursywa                                                               | Najszybsze okrążenie wyścigu |
| †                                                                     | Nie ukończył, ale jego rezultat został zaliczony ze względu na przejechanie więcej niż 90% dystansu wyścigu.                              |
| *                                                                     | Sezon w trakcie |
| 1/2/3                                                                 | Punktowana pozycja w sprincie kwalifikacyjnym                                                                                             |
| Lista systemów punktacji Formuły 1                                    | |

### Puchar Pokoju i Przyjaźni
| Rok  | Samochód | Silnik | Wyniki w poszczególnych eliminacjach | Wyniki w poszczególnych eliminacjach | Wyniki w poszczególnych eliminacjach | Wyniki w poszczególnych eliminacjach | Wyniki w poszczególnych eliminacjach | Wyniki w poszczególnych eliminacjach | Wyniki w poszczególnych eliminacjach | Pkt. | Msc. |
| ---- | -------- | ------ | ------------------------------------ | ------------------------------------ | ------------------------------------ | ------------------------------------ | ------------------------------------ | ------------------------------------ | ------------------------------------ | ---- | ---- |
| 1986 |          |        | Polska                               | Czechosłowacja                       |                                      |                                      |                                      |                                      |                                      | 139  | 12   |
| 1986 | MTX 1-06 | Łada   | -                                    | -                                    | 14                                   | 13                                   | -                                    | 7                                    | 7                                    | 139  | 12   |
| 1987 |          |        | Polska                               |                                      |                                      |                                      |                                      |                                      |                                      | 102  | 10   |
| 1987 | MTX 1-06 | Łada   | 4                                    | 10                                   | 18                                   | -                                    |                                      |                                      |                                      | 102  | 10   |
| 1988 |          |        | Czechosłowacja                       |                                      |                                      |                                      |                                      |                                      |                                      | 76   | ?    |
| 1988 | MTX 1-06 | Łada   | -                                    | -                                    | 4                                    | 10                                   |                                      |                                      |                                      | 76   | ?    |
| 1989 |          |        | Polska                               |                                      |                                      |                                      |                                      |                                      |                                      | 78   | 9    |
| 1989 | MTX 1-06 | Łada   | -                                    | NU                                   | 8                                    | 8                                    |                                      |                                      |                                      | 78   | 9    |

### Węgierska Formuła 2000
| Rok  | Zespół         | Samochód    | Silnik | Wyniki w poszczególnych eliminacjach | Wyniki w poszczególnych eliminacjach | Wyniki w poszczególnych eliminacjach | Wyniki w poszczególnych eliminacjach | Wyniki w poszczególnych eliminacjach | Wyniki w poszczególnych eliminacjach | Wyniki w poszczególnych eliminacjach | Wyniki w poszczególnych eliminacjach | Pkt. | Msc. |
| ---- | -------------- | ----------- | ------ | ------------------------------------ | ------------------------------------ | ------------------------------------ | ------------------------------------ | ------------------------------------ | ------------------------------------ | ------------------------------------ | ------------------------------------ | ---- | ---- |
| 1995 |                |             |        | Węgry                                | Węgry                                | Węgry                                | Węgry                                | Węgry                                | Węgry                                | Węgry                                | Węgry                                | 28   | 2    |
| 1995 | VOLÁN Autós SC | Toleman 280 |        | -                                    | -                                    | -                                    | 2                                    | 1                                    | NU                                   | 2                                    | 3                                    | 28   | 2    |
| 1996 |                |             |        | Węgry                                | Węgry                                | Węgry                                | Węgry                                | Węgry                                | Węgry                                | Węgry                                | Węgry                                | 18   | 4    |
| 1996 | VOLÁN Autós SC | Toleman 280 |        | -                                    | -                                    | -                                    | NU                                   | -                                    | 1                                    | 1                                    | -                                    | 18   | 4    |